# Combustion lente

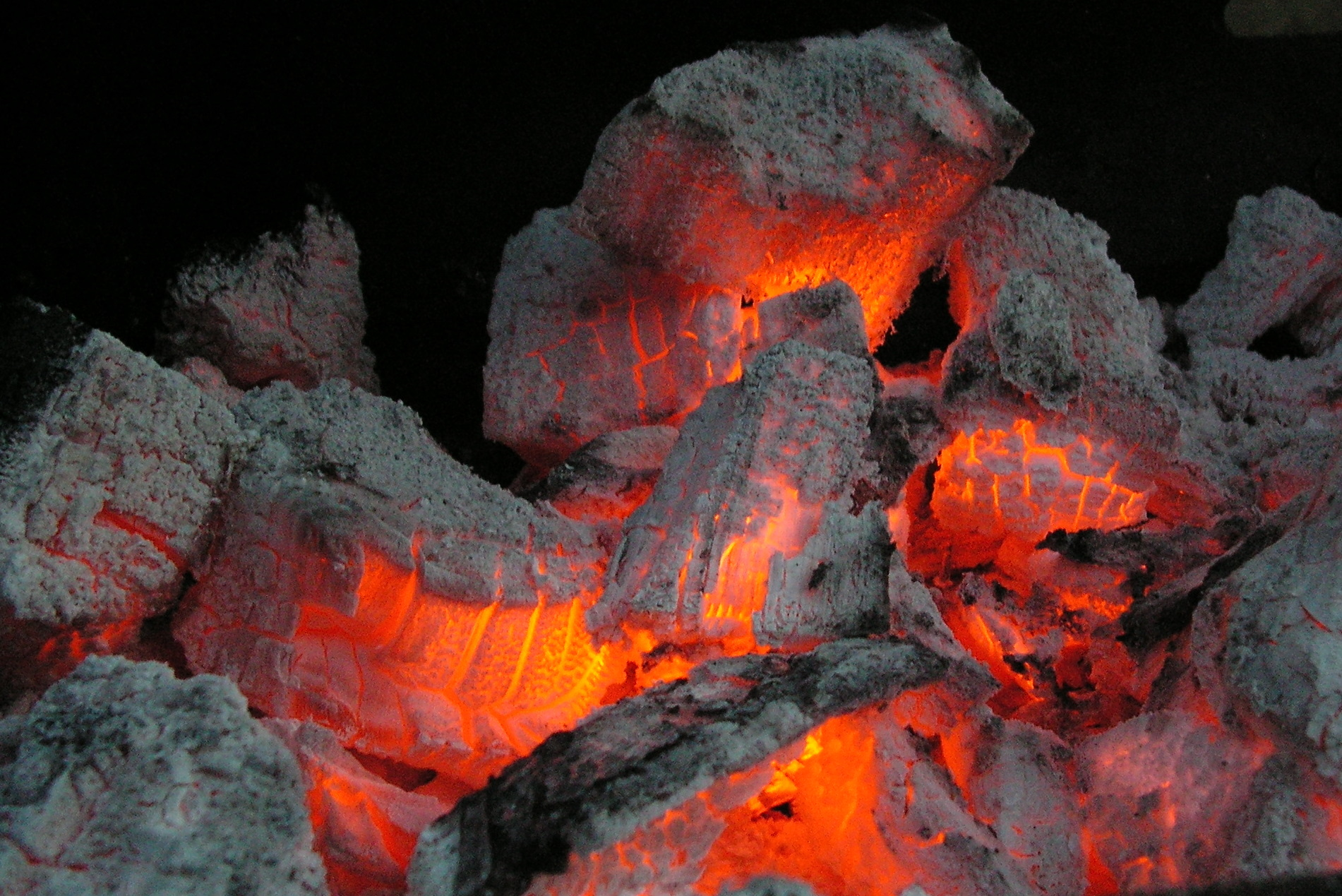
Combustion lente dans les braises des briquettes de charbon de barbecue.

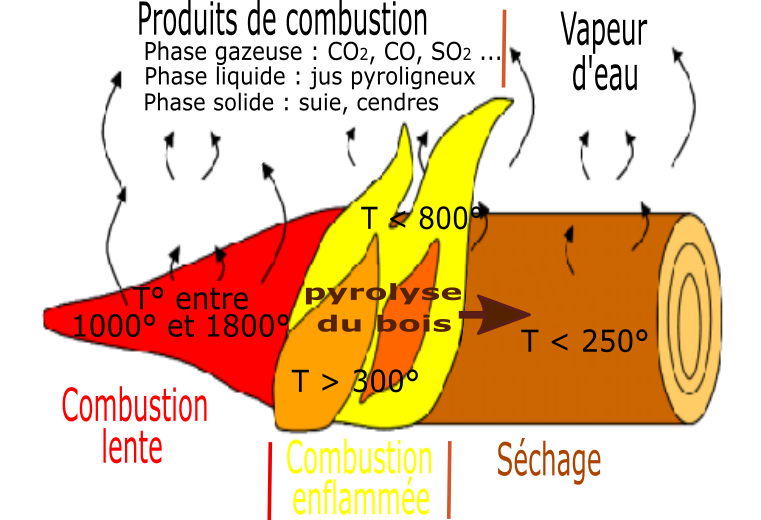
Schéma de combustion du bois : combustion vive avec flammes et combustion lente avec braises incandescentes.

Un feu couvant (ou combustion lente, smouldering en anglais britannique ou smoldering en anglais américain) est la forme de combustion, lente, sans flamme et à basse température, entretenue par la chaleur dégagée lorsque l'oxygène attaque la surface d'un combustible.
De nombreux matériaux peuvent être l'objet d'une combustion lente, notamment le charbon, la cellulose, le bois, le coton, le tabac, le cannabis, la tourbe, la litière, l'humus, les mousses synthétiques, les polymères carbonisés, y compris la mousse de polyuréthane et certaines poussières.
Les cas de combustion lente dramatiques sont celui de déclenchement d'incendies résidentiels sur des meubles rembourrés par des sources de chaleur faibles (ex. : cigarette, fil court-circuité) et de la combustion persistante de biomasse derrière le front enflammé d'incendies de forêt.

## Caractéristiques

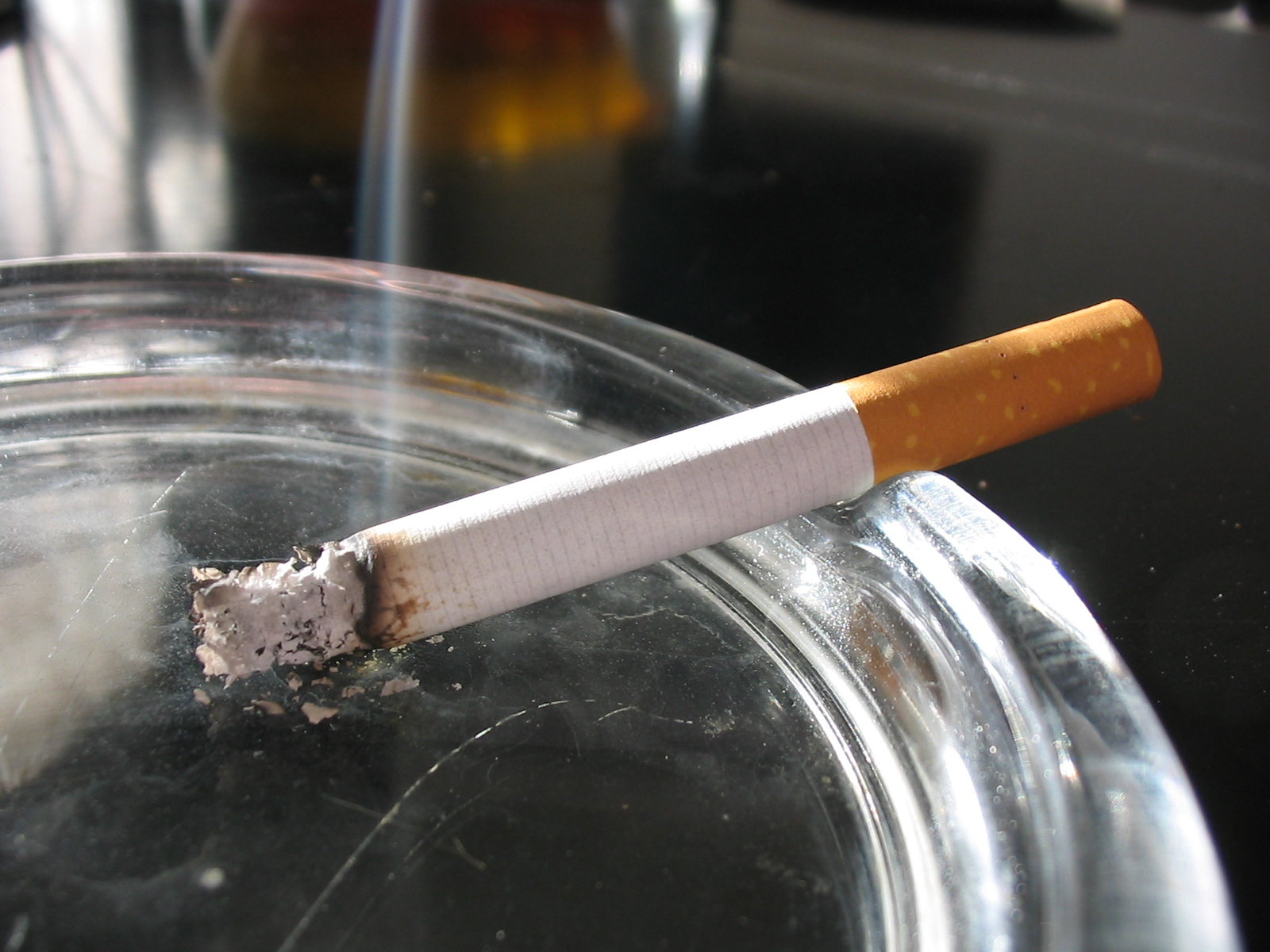
Une cigarette qui couve.

La différence fondamentale entre combustion lente et combustion enflammée est qu'il s'agit d'un phénomène de surface plutôt qu'un changement au sein de la phase gazeuse. Ce caractère superficiel n'implique pas que la combustion n'affecte que la périphérie d'un solide ou d'une masse : au contraire, elle peut aussi bien se propager à l'intérieur du combustible pour peu que celui-ci présente une porosité ou soit formé de éléments plus ou moins dissociés et constituant une grande surface de propagation dans toutes les directions.
La température et la chaleur caractéristiques dégagées pendant la combustion lente sont basses comparées à celles de la combustion enflammée (i.e., ~600 °C [−17,2 °C] vs. ~1,500 °C [−16,3 °C]). La combustion lente se propage de manière rampante, autour de 0,1 mm/s (0,003 9 in/s), qui est environ dix fois plus lent que les flammes étalées sur un solide. En dépit de ses faibles caractéristiques de combustion, la combustion lente représente un risque important d'incendie. La combustion lente émet des gaz toxiques (monoxyde de carbone, par exemple) avec un rendement supérieur à celui des feux à flammes et laisse une quantité importante de résidus solides. Les gaz émis peuvent ensuite s'enflammer et produire un violent incendie.

## Matériaux

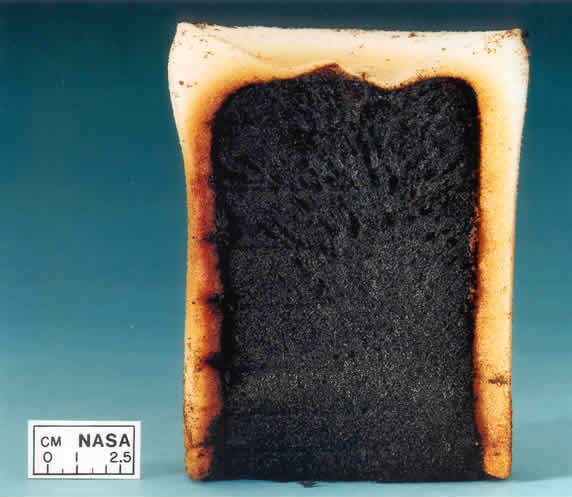
Échantillon de mousse de polyuréthane issu des expériences de combustion lente de la NASA.

De nombreux matériaux peuvent soutenir une réaction de combustion lente, y compris le charbon, le tabac, la décomposition du bois et de la sciure de bois, la biomasse des combustibles sur la surface forestière (duff) et sous-sol (tourbe), le coton des vêtements et de la ficelle, et les mousses polymères (par exemple, tissus d'ameublement et de literie). Les combustibles qui couvent sont généralement poreux, perméables à l'écoulement et formés par des agrégats (particules, grains, fibres ou de structure cellulaire). Ces agrégats facilitent la réaction de surface avec l'oxygène en permettant un écoulement de gaz à travers le carburant et en fournissant une grande surface par unité de volume. Ils agissent également comme isolant thermique, réduisant les pertes de chaleur. Les matériaux les plus étudiés à ce jour sont les mousses de cellulose et de polyuréthane.

## Enjeux
Sécurité incendie : les principaux risques liés à la combustion lente proviennent du fait qu'il peut être facilement déclenché (par des sources de chaleur trop faibles pour allumer des flammes) et qu'il est difficile à détecter. Les statistiques sur les incendies attirent l'attention sur l'importance des feux couvants comme principale cause de décès par incendie dans les zones résidentielles (c'est-à-dire que plus de 25% des décès par incendie aux États-Unis sont imputables à des incendies qui couvent, avec des chiffres similaires dans d'autres pays développés). Un scénario d'incendie particulièrement courant est une cigarette qui enflamme un meuble rembourré. Cet allumage provoque un feu couvant qui dure pendant une longue période (de l'ordre de quelques heures) et se propage lentement et silencieusement jusqu'à ce que les conditions critiques soient atteintes et que les flammes éclatent soudainement. Des cigarettes résistantes au feu (fire safe cigarette) ont été développées pour réduire le risque d'incendie dû à des feux couvants. Les feux couvants suscitent également un problème de sécurité incendie à bord des installations spatiales (par exemple, la Station spatiale internationale), car on pense que l'absence de gravité favorise son allumage et sa propagation.
Incendies de forêt : la combustion lente du sol de la forêt n'a pas l'impact visuel d'une combustion enflammée, cependant, elle a des conséquences importantes pour l'écosystème forestier. La combustion de la biomasse peut durer des jours ou des semaines après la fin de l'incinération, ce qui entraîne la consommation de grandes quantités de combustibles et devient une source mondiale d'émissions dans l'atmosphère. La propagation lente conduit à un chauffage prolongé et peut entraîner une stérilisation du sol ou la destruction des racines, des graines et des tiges de plantes au niveau du sol.

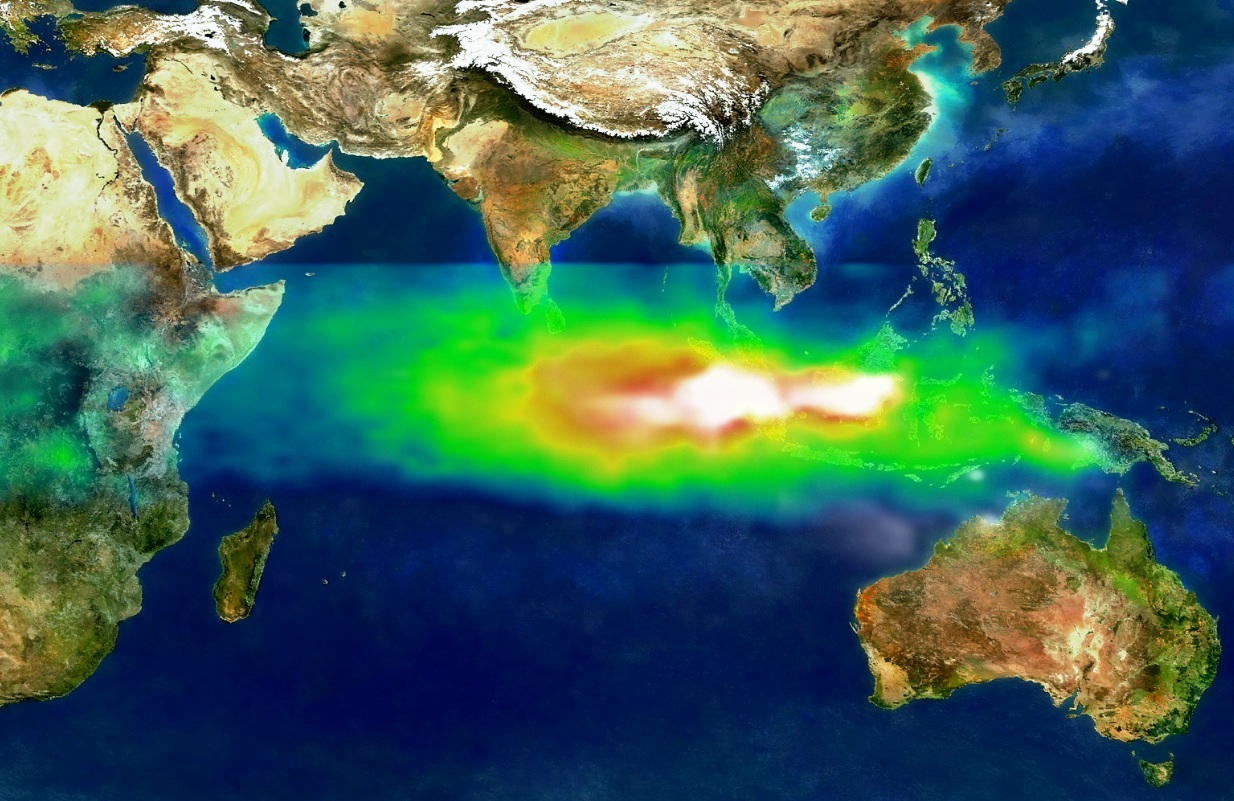
Fumée et pollution causées par les incendies à Bornéo, 1997.

Incendies souterrains : les incendies qui se produisent à plusieurs mètres sous la surface sont un type d'événement couvant d'une magnitude colossale. Les incendies souterrains dans les mines de charbon, les tourbières et les décharges sont des événements rares, mais lorsqu'ils sont actifs, ils peuvent se consumer pendant de très longues périodes (des mois ou des années), émettant d'énormes quantités de gaz de combustion dans l'atmosphère, entraînant une détérioration de la qualité de l'air et des problèmes de santé. Les incendies les plus anciens et les plus importants au monde, qui brûlent depuis des siècles, sont des feux couvants[réf. nécessaire]. Ces incendies sont alimentés par l'oxygène présent dans le flux d'air, faible mais continu, traversant des réseaux de canalisations naturels, des strates fracturées, des fissures, des ouvertures ou des puits de mine abandonnés, ce qui permet à l'air de circuler dans le sous-sol. Les pertes de chaleur réduites et la forte inertie thermique du sous-sol, associées à une grande disponibilité en combustible, favorisent une combustion couvante et permettent une propagation lente mais extensive. Ces incendies se révèlent difficiles à détecter et entravent la plupart des efforts pour les éteindre. Les incendies dramatiques survenus dans des tourbières à Bornéo en 1997 ont entraîné la reconnaissance des feux couvants souterrains comme une menace mondiale ayant d'importants impacts économiques, sociaux et écologiques. L'été 2006 a vu la résurgence des feux de tourbe de Bornéo.

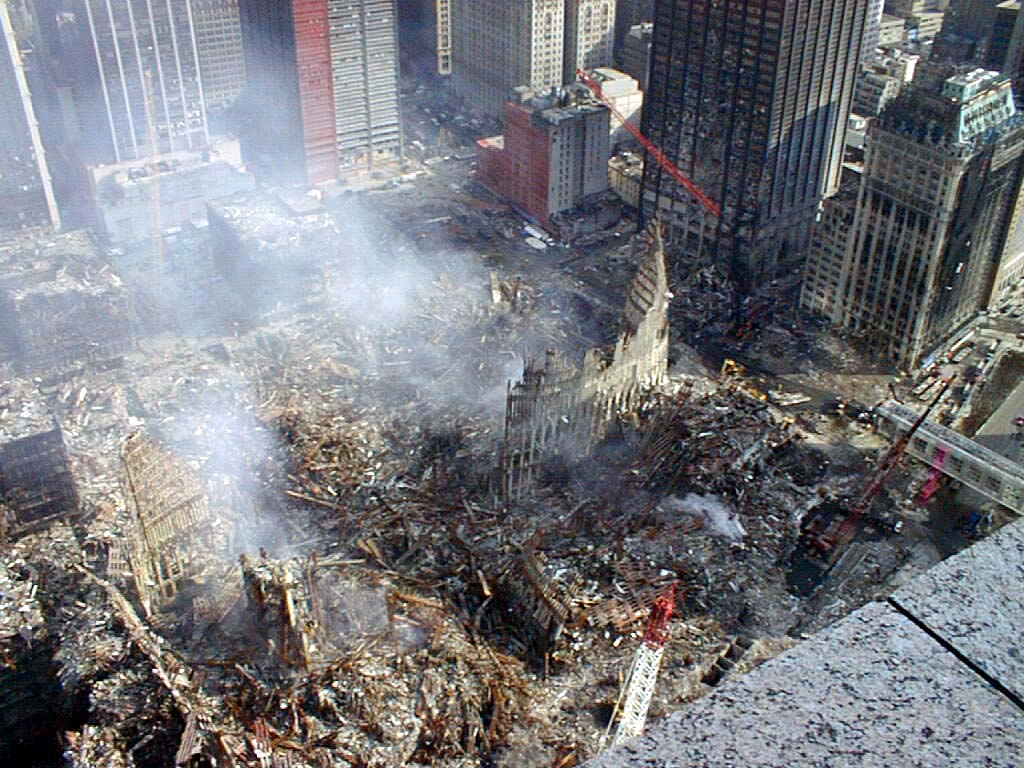
Le tas de débris qui couve après les attaques du 11 septembre, Manhattan, New York.

Débris du World Trade Center : après l'attaque, l'incendie et l'effondrement subséquent des tours jumelles du 11 septembre 2001, la pile colossale de débris laissés sur le site a couvé pendant plus de cinq mois. Il a résisté aux tentatives des pompiers de l'éteindre jusqu'à ce que la plus grande partie des décombres soit enlevée. Les effets de la combustion lente des produits gazeux et en aérosol sur la santé des secouristes ont été considérables, mais les détails restent à débattre.

## Applications
- Le biochar est le charbon issu de la combustion lente et/ou de la pyrolyse de la biomasse. Il pourrait constituer une solution à court terme pour réduire les concentrations de CO 2 dans l'atmosphère. Le charbon de bois est un solide stable et riche en carbone. Il pourrait donc être utilisé pour emprisonner le carbone dans le sol. La décomposition naturelle et la combustion des arbres et des déchets agricoles contribuent à la libération d'une grande quantité de dioxyde de carbone dans l'atmosphère. Le biochar pourrait être utilisé pour stocker une partie de ce carbone dans le sol, tandis que sa présence dans la terre augmente la productivité du sol. Le biochar a des applications carbon negative pour la production d'énergie[réf. nécessaire].
- Dans la gestion des feux de forêt, les brûlages contrôlés couvants peuvent être utilisés pour réduire les couches peu profondes de combustibles naturels à un taux de propagation lent[9]. Ces feux ont deux avantages lorsqu'ils sont maintenus dans des couches très peu profondes : ils sont faciles à maîtriser et causent peu de dommages au peuplement forestier.
- La combustion lente des pneus produit simultanément du goudron et de l'énergie, ce qui favorise le recyclage des pneus.
- La combustion in situ des sites pétroliers est de plus en plus utilisée pour l'extraction du pétrole lorsque les méthodes d'extraction traditionnelles se révèlent inefficaces ou trop coûteuses.
- La combustion à combustion lente in situ est à l'étude en tant que nouvelle technologie de dépollution des sols[10].

## Voir également